# آرکا اسپیس
آرکا اسپیس (رومانیایی: Asociația Română pentru Cosmonautică și Aeronautică) شرکت هوافضای رومانیایی است، که در سال ۱۹۹۹ تأسیس شد.